# Fulla

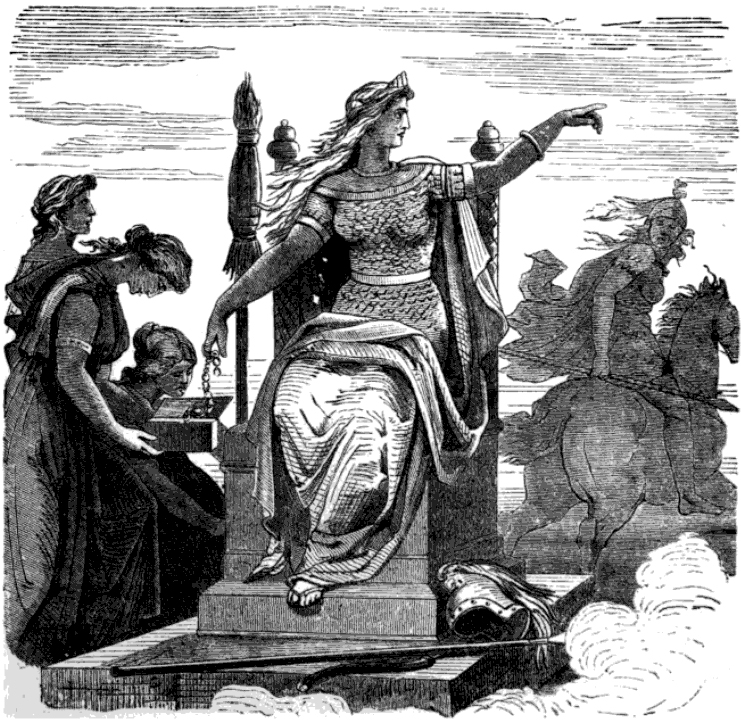
Fulla håller skrinet åt Frigg.

Fulla ("fullkomlig, överflöd") var en av asynjorna  vid Friggs hov i nordisk mytologi.  Enligt den Andra Merseburgbesvärjelsen kallas Fulla (Volla) för syster till Frigg (eller Freja).
Fullas särskilda uppgift var att bära Friggs skrin och vårda alla hennes skodon. Frigg lät henne veta allt om gudars och människors öden, vilket antyder att hon hade en mer betydande funktion än en vanlig tjänare. Efter Hermods besök i Hel skickade Nanna gåvor till Frigg och Fulla. 
Fulla anförtroddes också uppdraget att upplysa kung Geiröd om Odens besök. Detta skedde på Friggs befallning och eftersom hon ville straffa sin make fick Fulla ge en varning till kungen om den gäst som skulle komma. Han var en trollkarl och ingen hund - inte ens den folkilsknaste - gav sig på honom. 
Sedan hon lämnat besked for Fulla hem till Friggs boning i Fensalarna. Oden råkade desto mer illa ut. Han blev satt mellan två eldar och pinad i åtta dagar, innan han fick makt över situationen ( se Grimnismål). 
Fulla brukar gestaltas med utslaget hår och guldband kring pannan. 